# Keiji Nakazawa
Keiji Nakazawa (jap. 中沢 啓治, Nakazawa Keiji; * 14. März 1939 in Hiroshima, Präfektur Hiroshima, Japan; † 19. Dezember 2012 ebenda) war ein japanischer Manga-Zeichner. Er überlebte als kleiner Junge den Atombombenabwurf auf seine Heimatstadt Hiroshima, nur etwas mehr als einen Kilometer vom Hypozentrum entfernt. Zwei Jahrzehnte später zeichnete Keiji Nakazawa seine Erinnerungen in dem Manga „Barfuß durch Hiroshima“ – es begründete das Genre des pāsonaru komikku, des auf einer persönlichen Geschichte beruhenden Manga, wurde zum Klassiker und zu einem wichtigen Erinnerungsbuch in Japan. Charakteristisch für seine Zeichnungen ist ihre ungekünstelte Schlichtheit, die klare Struktur der Panels und eine oft expressive Ausdrucksweise seiner Figuren. Keiji Nakazawa war in Japan einer der bekanntesten Atomkraftgegner.

## Leben
Nakazawa wurde 1939 als viertes von sechs Kindern in Hiroshima geboren. Seine ältere Schwester starb unmittelbar bei dem Atombombenabwurf im eingestürzten Haus der Eltern. Sein Vater und der jüngere Bruder wurden eingeklemmt und konnten sich nicht befreien. Auch seiner schwangeren Mutter gelang es nicht,  die Trümmer über den noch Lebenden wegzuräumen, so dass sie schließlich vor ihren Augen verbrannten. Von einer Nachbarin wurde sie widerstrebend herausgebracht. Am gleichen Tag brachte sie ein Mädchen zur Welt, das jedoch 4 Monate später – vermutlich an Unterernährung – starb. Nakazawa überlebte, weil ihn die Betonmauer seiner Schule vor dem Atomblitz schützte. Er litt seitdem an Diabetes mellitus und wurde von den japanischen Behörden als Hibakusha (Atombombenopfer) Nr. 0019760 geführt.
Bereits als Kind interessierte sich Nakazawa für Comics und entdeckte sein Talent für das Zeichnen – sein Vater hatte als Kunstmaler gearbeitet. 1948 verschlang er den ein Jahr zuvor erschienen Manga Shin Takarajima (Die neue Schatzinsel) von Osamu Tezuka und fing an die Zeichnungen nachzumalen. Diese erste Begegnung mit dem Gott des Manga beeinflusste seinen Zeichenstil und seine Erzählweise nachdrücklich. Das im Japan der Nachkriegsjahre sehr erfolgreiche Werk war der erste Manga, der nicht als dünnes Heftchen, sondern in Buchform erschien und in der Tradition der westlichen Abenteuerromane stand. Später entwickelte Tezuka den Story-Manga, der sich mit dem Aufbau einer längeren Geschichte von den Comics der westlichen Zeichner unterschied.
Von nun an wollte Nakazawa auch Mangaka werden. Da seine Mutter jedoch kein Geld für die Highschool besaß, begann er mit 15 eine Lehre als Schildermaler, in der Hoffnung auf diese Weise Übung im Skizzieren, Lettern und Kolorieren zu bekommen. Nach der Arbeit zeichnete er weiter seine Manga und bot die Abenteuer-, Samuraigeschichten und Historiendramen immer wieder Verlagen an, gewann verschiedene Preise und wurde selbstbewusster. Diese frühen Werke erreichten noch nicht die Ernsthaftigkeit seiner späteren Arbeiten.
1961, im Alter von 22 Jahren, beschloss Nakazawa das Zeichnen endgültig zu seinem Beruf zu machen und zog nach Tokyo. Ein Jahr später veröffentlichte er Spark One, eine Kombination aus Spionagethriller und Autorennen in dem Magazin Shonen Gaho. Es folgte Uchu Jirafu (Die Giraffe aus dem All), eine Science-Fiction-Serie für das Magazin Shonen King. Danach wurde er Assistent von Naoki Tsuji, einem populären Mangaka und veröffentlichte nebenher weitere Geschichten ähnlichen Genres – die Magazine machten keinerlei Vorgaben.
1966 starb seine Mutter an den Spätfolgen des Bombenabwurfs. In ihrer Asche fanden sich keine Knochen, sondern nur kleinere Splitter – das radioaktive Cäsium der Atombombe hatte ihr Knochenmark vollständig zersetzt. Als Nakazawa davon erfuhr, überkam ihn eine "unbändige Wut" auf die japanischen Kriegstreiber, die einen sinnlosen Krieg geführt und letztlich den Abwurf der Atombombe provoziert hatten. Aber auch den Amerikanern konnte er nicht verzeihen, dass sie die Bombe abgeworfen hatten.
Von nun an begann er sich intensiv mit dem Thema zu beschäftigen. Aus Rache für seine verstorbene Mutter veröffentlichte er eine "Schwarze Serie", angefangen mit Kuroi ame ni utarete (Unter dem schwarzen Regen) in Manga Punch, einem Magazin für Erwachsene beim Kleinverlag Hobunsha. Den großen Verlagen waren die Geschichten, insgesamt 6 Manga, zu radikal. Aus Angst von der CIA oder der amerikanischen Regierung verfolgt zu werden, lehnten sie die Veröffentlichung des "politischen" Werkes ab.
Nakazawa wechselte zu Shūkan Shōnen Jump (kurz: Shōnen Jump) und begann dort mit einer Reihe von Geschichten wie Aru hi totsuzen (Plötzlich eines Tages), Nanika ga okiru (Es geschieht etwas) oder Heiwa no kane (Friedensläuten) den Krieg und den Abwurf der Atombombe anzuklagen. Die monatliche Ausgabe der Shōnen Jump startete eine Reihe autobiographischer Geschichten ihrer Zeichner und Nakazawa wurde gebeten, den Anfang zu machen. Ore ha mita (Ich habe es gesehen), seine 45-seitige autobiographische Erzählung, fand großen Anklang bei Tadasu Nagano, dem leitenden Redakteur der Shōnen Jump. Nagano ermutigte ihn, eine längere autobiographische Serie zu zeichnen und so begann Nakazawa Ende der sechziger Jahre sein Hauptwerk Hadashi no gen (Barfuß durch Hiroshima). Die Hauptfigur, der Junge Gen Nakaoka, Nakazawas Alter Ego, erhebt, nachdem sein pazifistischer Vater in den Trümmern seines Hauses lebendig verbrennen musste, seine Stimme gegen den Krieg und die Atombombe.
Barfuß durch Hiroshima erschien von 1973 bis 1974 in Shōnen Jump, wechselte danach allerdings zu deutlich weniger bekannten Magazinen. Auch außerhalb Japans erschienen Teile der Serie, so 1978 in den USA und 1982 in Deutschland, wo sie jeweils auch die ersten jemals veröffentlichten Manga waren. Barfuß durch Hiroshima endete 1985. Es folgte die Umsetzung der Geschichte in einem zweiteiligen Animationsfilm und einem dreiteiligen Realfilm.
Mitte der siebziger Jahre, nach Erscheinen von Barfuß durch Hiroshima, begann Nakazawa auch öffentliche Vorträge zu halten, in denen er über seine Erfahrungen als Hiroshima-Überlebender vor Schülern, Lehrern und Bürgerinitiativen in ganz Japan sprach. Da selbst in Tokyo die Angst vor einer Übertragbarkeit der Strahlenkrankheit weit verbreitet war, hatte er bisher darüber geschwiegen. Die Unwissenheit der Japaner über den Krieg und die Atombombe war groß. Aus Sorge vor einem sich möglicherweise ausbreitendem Anti-Amerikanismus, hatte die Regierung auch in den Schulbüchern so gut wie keine Informationen über die Atombombenabwürfe in Hiroshima und Nagasaki veröffentlicht.
Ende der neunziger Jahre produzierte Nakazawa einen im Hiroshima der Gegenwart spielenden Realfilm – Okonomi Hatchan (Klein Hatschi, der Okonomi-Bäcker) – und führte auch Regie. Ein Atombombenopfer der zweiten Generation, Stammkunde des jungen Okonomi-Bäckers, gerät darin mit einem Tokioer in Streit, da dieser die Atombombe verharmlost.
1996 besuchte Nakazawa die Geisterstadt Tschernobyl und das dortige Kernkraftwerk – zehn Jahre nach der Katastrophe. Er drang vor bis zum Block 4 und maß mit einem Geigerzähler die Radioaktivität.
Zum 60. Jahrestag des Atombombenabwurfes veröffentlichte der Carlsen Verlag von 2004 bis 2005 vier der acht Bände von Barfuß durch Hiroshima auf Deutsch. 2005 reiste Nakazawa nach Deutschland, um bei einer Ausstellung in Hannover zum Jahrestag des Atombombenabwurfes einige Werke zu präsentieren.
Im September 2009 gab Nakazawa bekannt, das Zeichnen aufgegeben zu haben, da sein Sehvermögen aufgrund einer Diabetes-bedingten Netzhautschädigung des linken Auges und rechtsseitigem Grauem Star mittlerweile zu sehr eingeschränkt sei.
Das Hiroshima Peace Memorial Museum veranstaltete vom 4. Februar bis zum 11. Juli 2011 die Ausstellung „War through the Eyes of Children ― With the Help of Barefoot Gen“.
Während der Nuklearkatastrophe von Fukushima sagte er: „Die Kraftwerke müssen abgeschaltet werden, jetzt ist offenkundig, dass sie nicht sicher sind, wie uns die Regierung immer glauben machen wollte.“
Nakazawa starb am 19. Dezember 2012 an Lungenkrebs.

## Werke
- Spark 1 (スパーク1, Supāku 1), 1963
- Uchu Jirafu (宇宙ジラフ)
- Ohayō (おはよう)
- Okinawa (オキナワ)
- Kuroi Ame ni Utarete (黒い雨にうたれて)
- Aru Hi Totsuzen ni (ある日突然に)
- Aru Koi no Monogatari (ある恋の物語)
- Okonomi Hachi-chan (お好み八ちゃん)
- Shigoto no Uta
- Ore wa Mita (おれは見た), 1972
- Barfuß durch Hiroshima (はだしのゲン, Hadashi no Gen), 1973–1985
- Yakyū Baka (野球バカ)
- Geki no Kawa (ゲキの河)

## Auszeichnungen
- 2004 Prix Tournesol, der seit 1997 auf dem internationalen Comicsalon in Angoulême für Werke vergeben wird, die sich u. a. besonders sensibel mit Werten der sozialen Gerechtigkeit auseinandersetzen.